# ماري واتسون
ماري واتسون (بالإنجليزية: Mary Watson)‏ كاتبة جنوب أفريقية شابة يتمثل رصيدها الأدبي في متتالة قصصية بعنوان Moss وتُرجمت إلى العربية عام 2006 تحت عنوان طحالب وصدرت عن الهيئة المصرية العامة للكتاب.